# Sakramentarz Henryka II Świętego
Sakramentarz Henryka II Świętego – manuskrypt wykonany dla Henryka II pomiędzy  1002 i 1014. Przechowywany jest w  Bawarskiej Bibliotece Państwowej (Bayerische Staatsbibliothek) w Monachium.

## Historia
Wykonanie manuskryptu zostało prawdopodobnie zlecone przez króla Henryka II skryptorium opactwa św. Emmerama w Ratyzbonie między 1002 i 1014 rokiem, to jest w okresie gdy był królem Niemiec. Sakramentarz ten pełnił funkcję modlitewnika dla nieznanej świątyni. Kościołem tym mogła być katedra Świętego Piotra w Ratyzbonie lub kaplica na dworze cesarskim. Rękopis przechowywany był w skarbcu katedry w Bambergu, która została zbudowana przez samego Henryka II w 1007 roku. Po sekularyzacji dóbr kościelnych w Bawarii, został przeniesiony do Bawarskiej Biblioteki Państwowej w Monachium.

## Opis
Rękopis rozpoczyna się od kalendarza ze stronami dla każdego miesiąca, po którym następują dwie miniatury, przedstawiające koronację Henryka II siedzącego na tronie. Dalej przedstawiony jest portret papieża Grzegorza Wielkiego, później scena ukrzyżowania oraz aedicula Grobu Świętego i kobiet przy grobie. W dalszej części umieszczone są modlitwy mszalne. Manuskrypt zawiera 14 pełnych stron w pełnym, 21 z iluminacjami i 343 ozdobionych inicjałami. Ozdoby są inspirowane przez Złoty Kodeks z St. Emmeram – rękopis przechowywany w Ratyzbonie w czasie powstawania sakramentarza.

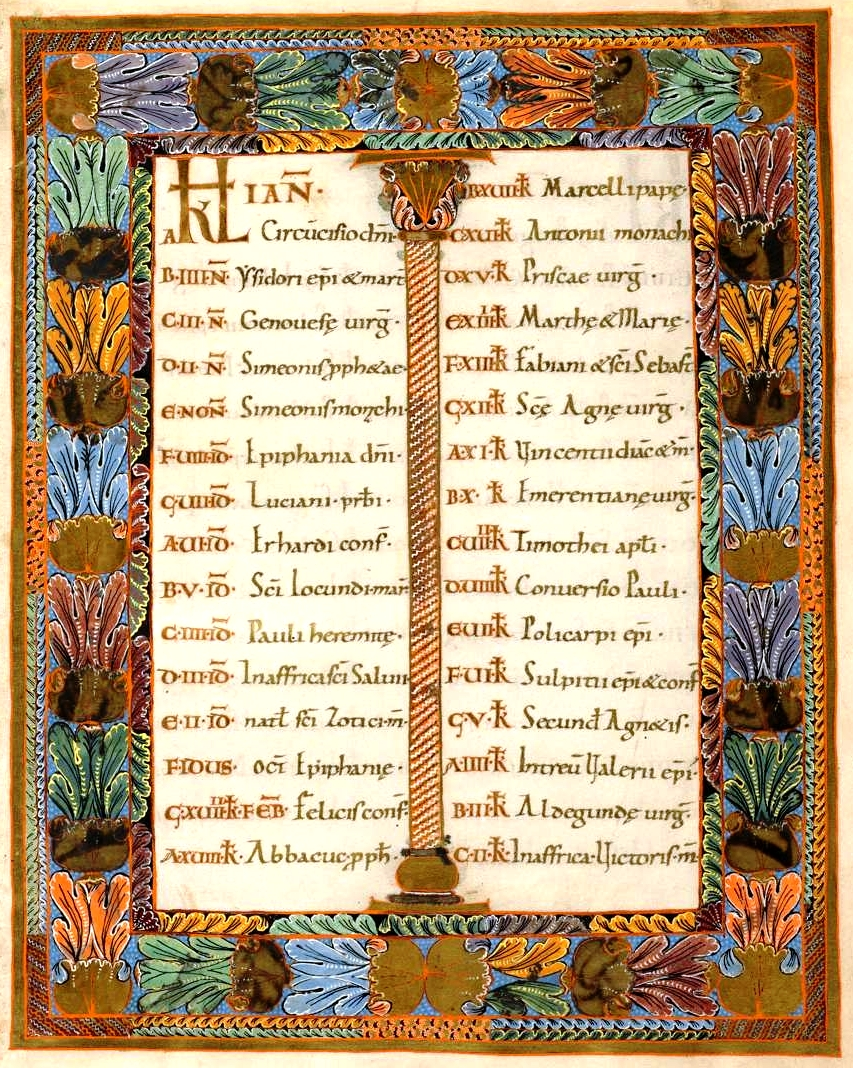
Kalendarz - miesiąc styczeń na iluminacji z sakramentarza
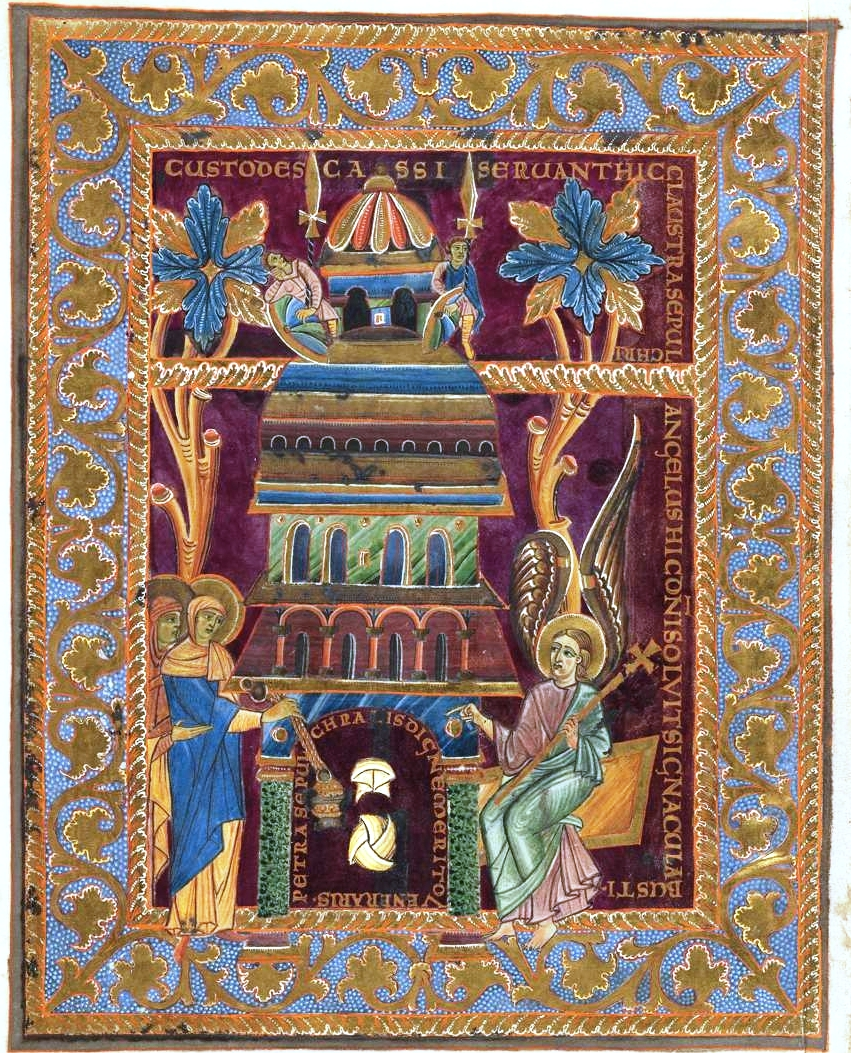
Grób Święty
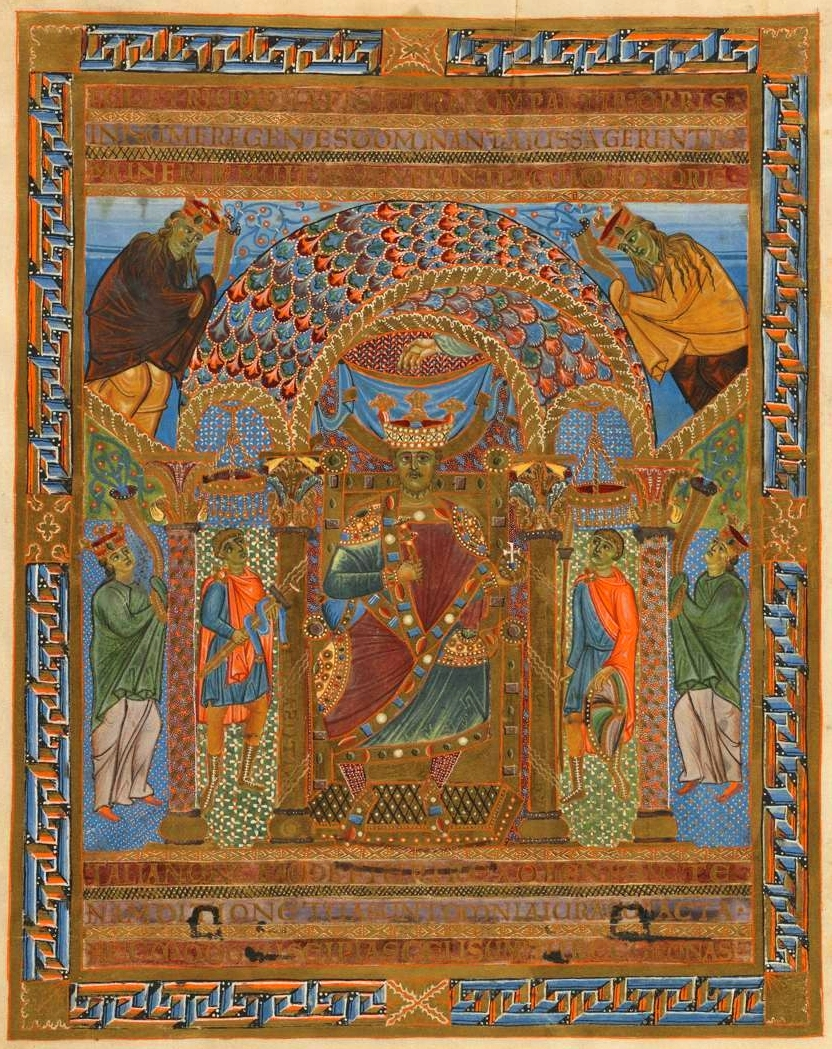
Król Henryk II na tronie
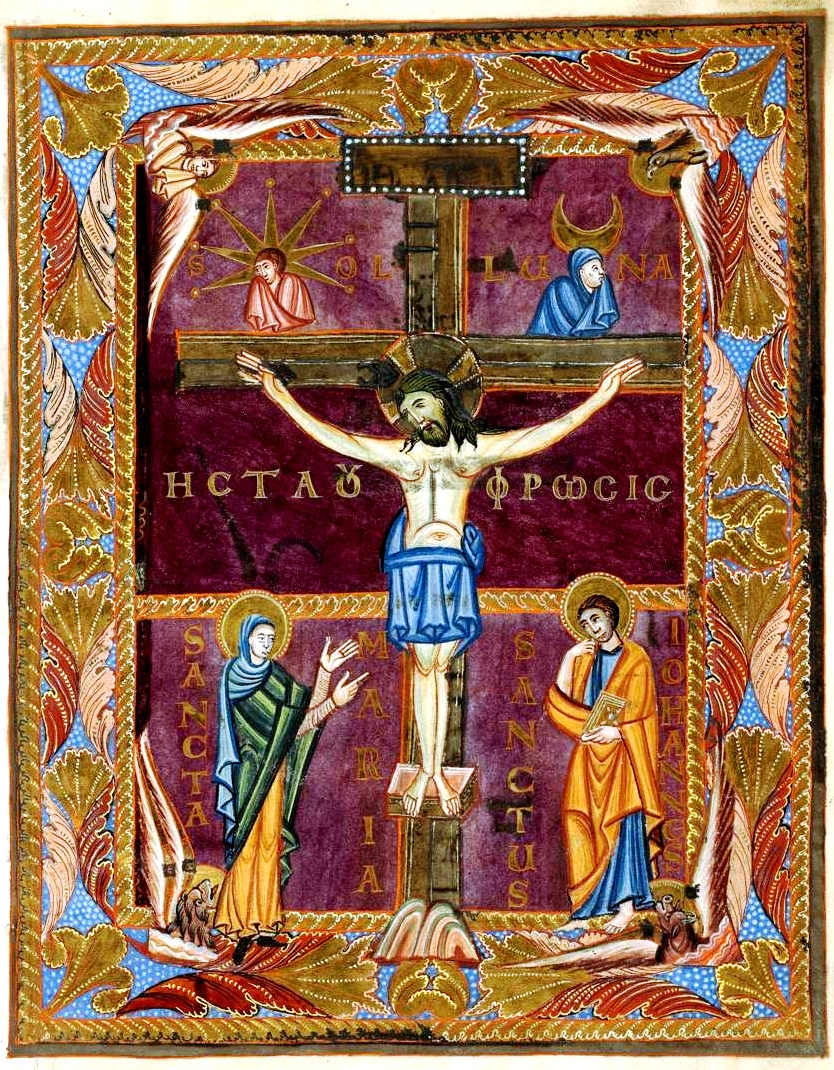
Ukrzyżowanie